# Serhij Łukasz
Serhij Mytrofanowycz Łukasz, ukr. Сергій Митрофанович Лукаш, ros. Сергей Митрофанович Лукаш, Siergiej Mitrofanowicz Łukasz (ur. 28 września 1963, Ukraińska SRR) – ukraiński piłkarz, grający na pozycji obrońcy, trener piłkarski.

## Kariera piłkarska
W 1983 rozpoczął karierę piłkarską w drużynie Zirka Łubnie. W 1984 został zaproszony do Dnipra Czerkasy. Latem 1984 przeszedł do Worskła Połtawa, w którym pełnił funkcje kapitana. Latem 1992 przeniósł się do Kreminia Krzemieńczuk. Latem 1997 zasilił skład klubu Ełektron Romny, w którym zakończył karierę piłkarza po zakończeniu sezonu 1998/99.

## Kariera trenerska
Jeszcze będąc piłkarzem rozpoczął pracę szkoleniowca. Od 1 sierpnia do 7 listopada 1991 w składzie rady trenerskiej pomagał trenować Worskłę Połtawa.
Od 9 października 2013 do czerwca 2014 prowadził FK Karliwka.